# Живскульптарх
Живскульпта́рх (первоначально — Синскульпта́рх) — комиссия живописно-скульптурно-архитектурного синтеза, работавшая в 1919—1920 годах при отделе изобразительных искусств Народного комиссариата просвещения РСФСР. Живскульптарх стал первым новаторским творческим объединением архитекторов, которое начало вести активный поиск авангардистского стилистического языка советской архитектуры.
Комиссия по разработке вопросов скульптурно-архитектурного синтеза (Синскульптарх) была создана при скульптурном подотделе отдела изобразительных искусств (ИЗО) Народного комиссариата просвещения РСФСР в начале мая 1919 года. В её состав первоначально вошли скульптор Б. Д. Королёв (председатель комиссии) и шесть архитекторов — С. В. Домбровский, Н. И. Исцеленов, Н. А. Ладовский, Я. И. Райх, А. М. Рухлядев и В. И. Фидман. В июне того же года в состав включили восьмого члена — архитектора В. Ф. Кринского. Позднее в работе комиссии эпизодически участвовали скульпторы В. И. Мухина и Б. Н. Терновец. Фактически Синскульптарх был создан в противовес архитектурно-художественному отделу Наркомпроса, возглавляемому академиком И. В. Жолтовским — убеждённым сторонником неоклассицизма, активно насаждавшим собственное видение направлений развития архитектуры.
На первом этапе Синскульптарх сосредоточился на поиске нового стилистического языка архитектуры, взяв за основу формальные и эстетические достижения левого искусства, прежде всего скульптуры. На заседаниях комиссии, проводившихся регулярно два раза в неделю, её члены обсуждали теоретические вопросы архитектурно-скульптурного синтеза и выполняли экспериментальные проекты. Главной практической задачей стала разработка задания и эскизирование нового типа общественного здания, предназначенного для массовых действ — «Храма общения народа». Направления творческих исканий архитекторов во многом задавал председатель комиссии Борис Королёв — яркий представитель кубизма и импрессионизма, начавший активно работать «на стыке» скульптуры, архитектуры и дизайна ещё в предреволюционные годы. В работах, выполненных членами Синскульптарха в 1919 году, заметно влияние скульптурного кубизма, их отличает использование архитектурного наследия прошлого, которое сочетается с активным внедрением в проекты природных форм (скал, растений и др.) и различных геометрических объёмов.
В ноябре 1919 года, после включения в комиссию архитектора Г. М. Мапу и живописцев А. М. Родченко и А. В. Шевченко, комиссию переименовали в Живскульптарх (комиссия живописно-скульптурно-архитектурного синтеза) и передали в ведение подотдела художественного труда ИЗО. В декабре 1919 года Королёв организовал при Вторых государственных свободных художественных мастерских (бывшее МУЖВЗ) и возглавил скульптурную артель, работа в которой была призванна помочь архитекторам в освоении приёмов создания объёмно-скульптурной композиции. Помимо членов Живскульптарха (Н. Ладовский, Н. Исцеленов, А. Рухлядев, Г. Мапу) в артели начали заниматься архитекторы И. А. Голосов и Н. В. Докучаев. По оценке исследователя советского авангарда С. О. Хан-Магомедова, работа в Живскультархе и занятия в скульптурной артели под руководством Б. Д. Королёва оказали значительное влияние «на целую группу архитекторов и прежде всего на лидеров таких течений как рационализм (Н. Ладовский) и новаторская школа символического романтизма (И. Голосов)».
На втором этапе деятельности (первая половина 1920 года) члены комиссии поставили перед собой задачу создания архитектурного сооружения, «объединяющего собой все достижения отдельных искусств» — архитектуры, живописи и скульптуры, и приступили к разработке новых типов зданий: коммунального дома (Дом-коммуна) и дома Советов (Совдеп). В это время на деятельность архитекторов заметное влияние начала оказывать левая живопись — прежде всего эксперименты Александра Родченко. В рамках работы в Живскульптархе Родченко создал серию архитектонических построений, на основе которых затем разработал ряд архитектурных проектов (киоск, Совдеп и другие).
Осенью 1920 года работы членов Живскульптарха были показаны на организованной Наркомпросом выставке в Москве. Вскоре после проведения выставки работа комиссии была свёрнута, а многие её члены в том же году вступили в ИНХУК (Московский институт художественной культуры), созданный в марте 1920 года при отделе ИЗО Наркомпроса.